# Опытной плодово-ягодной станции
Опытной плодово-ягодной станции — посёлок Россошанского района Воронежской области.
Входит в состав Подгоренского сельского поселения.

## История
В посёлке находится Россошанская плодово-ягодная станция, которая была основана учёным-садоводом Ульянищевым Михаилом Михайловичем в 1937 году. В настоящее время хозяйство обеспечено квалифицированным персоналом для выполнения работ в садоводстве и питомнике.
Питомник РПЯС считается одним их лучших в России. Ежегодно выращивается до 150 тысяч саженцев плодовых культур, 350 тысяч ягодников, 10 тысяч цветочно-декоративных культур. Освоены новые технологии выращивания крупномерных саженцев с закрытой корневой системой.

## Население
| 2010 |
| ---- |
| 354  |